# Mount Lebanon
Mount Lebanon est un township du comté d'Allegheny en Pennsylvanie, aux États-Unis, dans la banlieue sud de Pittsburgh.
Le nom, hommage au Mont Liban, lui est donné lors de la première installation humaine européenne, en 1773.
La population en 2019 est d'environ 31 000 habitants.

## Personnalités
- Eugenie Baird (1923-1988), chanteuse de jazz, est née à Mount Lebanon.